# Churszed Beknazarow
Churszed Sajdamirowicz Beknazarow (tadż. Хуршед Сайдамирвич Бекназаров, ur. 26 czerwca 1994 w Duszanbe) – tadżycki piłkarz występujący na pozycji obrońcy w indonezyjskim klubie TIRA-Persikabo oraz w reprezentacji Tadżykistanu.

## Kariera klubowa
Wychowanek FSz Bochtar, będącej akademią klubu Wachsz Kurgonteppa, gdzie rozpoczął grę na poziomie seniorskim. W 2014 roku grał przez krótki okres w zespole Regar-TadAZ Tursunzoda. W latach 2015–2016 zmuszony był zawiesić karierę z powodu dwuletniej dyskwalifikacji, nałożonej przez AFC za stosowanie środków dopingujących. W sierpniu 2017 roku został zawodnikiem FK Chodżent. W barwach tego klubu rozpoczął regularne występy w Ligai Olii i wywalczył Puchar Tadżykistanu 2017 oraz dwukrotnie wicemistrzostwo kraju (2017, 2018). Na początku 2019 roku jako wolny agent podpisał kontrakt z indonezyjskim zespołem TIRA-Persikabo. Pierwszego gola w nowym klubie strzelił 19 sierpnia 2019 w meczu ligowym przeciwko PSS Sleman.

## Kariera reprezentacyjna
W latach 2013–2015 występował w reprezentacji Tadżykistanu U-21. W 2014 roku z reprezentacją U-23 wziął udział w Igrzyskach Azjatyckich 2014, na których Tadżykistan odpadł w 1/16 rozgrywek. Po zakończeniu turnieju został przez AFC zawieszony za 2 lata za stosowanie niedozwolonych substancji dopingujących.
2 października 2018 zadebiutował w seniorskiej reprezentacji Tadżykistanu w towarzyskim meczu przeciwko Nepalowi w Srihotto, wygranym 2:0.

## Sukcesy

### Zespołowe
FK Chodżent
- Puchar Tadżykistanu: 2017

### Indywidualne
- najlepszy obrońca Ligai Olii: 2018[6]